# 臺灣彎貝介
臺灣彎貝介（学名：Loxoconcha taiwanensis）为彎貝介科彎貝介屬下的一个种。